# ISO 3166-2:VN
Die Liste der ISO-3166-2-Codes für  Vietnam enthält die Codes für die 58 Provinzen und fünf Städte in Provinzrang.
Die Codes bestehen aus zwei Teilen, die durch einen Bindestrich voneinander getrennt sind. Der erste Teil gibt den Landescode gemäß ISO 3166-1 (für  Vietnam VN), der zweite den Code für die Provinz oder Stadt wieder.

Der aktuelle Landescode wurde im November 2014 zuletzt aktualisiert.

Provinzen und Städte in Vietnam

| Provinz               | Code  |
| --------------------- | ----- |
| An Giang              | VN-44 |
| Ba Ria-Vung Tau       | VN-43 |
| Bac Giang             | VN-54 |
| Bac Kạn               | VN-53 |
| Bac Lieu              | VN-55 |
| Bac Ninh              | VN-56 |
| Ben Tre               | VN-50 |
| Bình Định             | VN-31 |
| Binh Duong            | VN-57 |
| Binh Phuoc            | VN-58 |
| Binh Thuan            | VN-40 |
| Ca Mau                | VN-59 |
| Cần Thơ               | VN-CT |
| Cao Bang              | VN-04 |
| Da Nang               | VN-DN |
| Dac Lac               | VN-33 |
| Dak Nong              | VN-72 |
| Dien Bien             | VN-71 |
| Dong Nai              | VN-39 |
| Dong Thap             | VN-45 |
| Gia Lai               | VN-30 |
| Ha Giang              | VN-03 |
| Ha Nam                | VN-63 |
| Ha Noi, thu do        | VN-HN |
| Ha Tinh               | VN-23 |
| Hai Duong             | VN-61 |
| Thanh Pho Hai Phong   | VN-HP |
| Hau Giang             | VN-73 |
| Hoa Binh              | VN-14 |
| Thanh Pho Ho Chi Minh | VN-SG |
| Hung Yen              | VN-66 |
| Khanh Hoa             | VN-34 |
| Kien Giang            | VN-47 |
| Kon Tum               | VN-28 |
| Lai Chau              | VN-01 |
| Lam Dong              | VN-35 |
| Lang Son              | VN-09 |
| Lao Cai               | VN-02 |
| Long An               | VN-41 |
| Nam Dinh              | VN-67 |
| Nghe An               | VN-22 |
| Ninh Bình             | VN-18 |
| Ninh Thuan            | VN-36 |
| Phu Tho               | VN-68 |
| Phu Yen               | VN-32 |
| Quang Binh            | VN-24 |
| Quang Nam             | VN-27 |
| Quang Ngai            | VN-29 |
| Quang Ninh            | VN-13 |
| Quang Tri             | VN-25 |
| Soc Trang             | VN-52 |
| Son La                | VN-05 |
| Tay Ninh              | VN-37 |
| Thai Binh             | VN-20 |
| Thai Nguyen           | VN-69 |
| Thanh Hoa             | VN-21 |
| Thua Thien Hue        | VN-26 |
| Tien Giang            | VN-46 |
| Tra Vinh              | VN-51 |
| Tuyen Quang           | VN-07 |
| Vinh Long             | VN-49 |
| Vinh Phuc             | VN-70 |
| Yen Bai               | VN-06 |